# Fuerzas Armadas Angoleñas
Las Fuerzas Armadas Angoleñas (en portugués: Forças Armadas Angolanas, FAA) son las fuerzas militares de la República de Angola. Las FAA incluyen al Estado Mayor de las Fuerzas Armadas y tres componentes: el Ejército de Tierra de Angola, la Armada de Angola y la Fuerza Aérea Nacional de Angola. En 2013 empleaban a 107 000 militares.
Las FAA están comandadas por el jefe del Estado Mayor, Geraldo Sachipengo Nunda desde 2010, que informa al Ministro de Defensa Nacional, Salviano de Jesus Sequeira.

## Historia
Las FAA sucedieron en 1991 a las anteriores Fuerzas Armadas Populares de Liberación de Angola (FAPLA), brazo armado del Movimiento Popular de Liberación de Angola (MPLA) después de que los fracasados acuerdos de Bicesse establecieran su unión con las Fuerzas Armadas de Liberación de Angola (FALA), brazo armado de la Unión Nacional para la Independencia Total de Angola (UNITA). Como parte del acuerdo de paz, los efectivos de ambos ejércitos debían ser desmilitarizados e integrados. La integración no llegó a completarse pues el UNITA y el FALA volvieron a tomar las armas en 1992. Más tarde, las consecuencias para el personal de FALA en Luanda fueron duras, pues los veteranos del FAPLA acosaron a sus antiguos oponentes en algunas regiones y fueron objeto de vigilantismo.

## Ejército de tierra

### Características
El Exército es el ejército de tierra de las FAA. Está organizado en seis regiones militares (Cabinda, Luanda, Norte, Centro, Este y Sur), con una división de infantería con base en cada una. Distribuidas por las seis regiones militares, se hallan veinticinco brigadas motorizadas de infantería, una brigada de tanques y una de ingenieros. El ejército también incluye un regimiento de artillería, la Escuela Militar de Artillería, la Academia Militar del Ejército, el grupo de defensa antiaérea, el grupo de artillería terrestre, un regimiento de policía militar un regimiento de transporte logístico y una brigada de artillería de campaña. El ejército incluye además la Brigada de Fuerzas Especiales, que comprende unidades de operaciones especiales y comandos, aunque esta unidad se halla bajo el mando directo del Estado Mayor de las Fuerzas Armadas de Angola.

### Historia
El 1 de agosto de 1974, pocos meses después del golpe de Estado militar que derrocó el régimen de Lisboa y proclamó su intención de otorgar la independencia a Angola, el MPLA anunció la creación de las FAPLA, que sucedía al EPLA. Para 1976, las FAPLA se habían transformado de una guerrilla poco armada a un ejército nacional capaz de sostener operaciones de campaña.
En 1990-1991, el Ejército se dividía en diez regiones militares y unas setenta y tres brigadas, con mil hombres cada una y las unidades de infantería, tanques, transporte blindado de personal, artillería y antiaéreo necesarias. La Biblioteca del Congreso de los Estados Unidos, afirmaba en 1990: 

las 91.500 tropa del ejército regular estaban organizadas en más de setenta brigadas de entre 750 a 1.200 hombres cada una, desplegadas en las diez regiones militares. La mayoría de las regiones están comandadas por un teniente coronel, con mayores como comandantes delegados, aunque comandaban algunas regiones. Cada región estaba compuesta por entre una y cuatro provincias, con una o más brigadas de infantería asignadas. Las brigadas estaban normalmente diseminadas en formaciones de unidad del tamaño de un batallón o menores para proteger el territorio estratégico, los centros urbanos, asentamientos e infraestructura crítica como puentes y fábricas. Los agentes de contrainteligencia se asignan a unidades de campaña para evitar la infiltración de la UNITA. Las diversas capacidades de combate del ejército están indicadas por sus muchas brigadas de infantería motorizada con blindaje orgánico o añadido, artillería y defensa antiaérea; dos brigadas de infantería de milicia, cuatro brigadas de artillería antiaérea, diez batallones de tanques, y seis batallones de artillería. Estas fuerzas están concentradas principalmente en lugares de importancia estratégica y conflicto recurrente, como la provincia productora de petróleo de Cabinda, el área alrededor de la capital y las provincias meridionales donde operaban la UNITA y las fuerzas sudafricanas.

El 3 de mayo de 2007 se informó de que la Brigada de Fuerzas Especiales de las FAA, localizada en la región de Cabo Ledo, al norte de la provincia de Bengo, iba a albergar el 29.º Aniversario de su creación. Esta brigada fue formada el 5 de mayo de 1978 bajo el mando del coronel Paulo Falcão.
Se informó en 2011 que el ejército era con mucho el servicio del Estado más grande, con alrededor de 120.000 hombres y mujeres. El Ejército de Angola tiene unos 29.000 "trabajadores fantasma" que permanecen enrolados en las FAA y por tanto reciben un salario. Ese año, el IISS informó de que el ejército de tierra contaba con 42 regimientos blindados/infantería (destacamentos/grupos, dependiendo de la fuerza de la unidad) y 16 brigadas de infantería. Estas probablemente comprenden infantería, tanques, transporte blindado de personal, artillería y unidades antiaéreas. El principal equipo con el que cuentan las fuerzas de tierras son más de 140 tanques de batalla principal, 600 vehículos de reconocimiento, más de 920 vehículos blindados de combate, vehículos de combate de infantería y 298 obuses
En 2013 el Instituto Internacional para Estudios Estratégicos informó de que las FAA tenían seis divisiones, la 1.ª, la 5.ª y la 6.ª con dos o tres brigadas de infantería, y la 2.ª, 3.ª y 4.ª con cinco o seis brigadas de infantería. La 4.ª División tenía un regimiento de tanques. También se informó de una brigada de tanques aparte y una brigada de fuerzas especiales.

### Equipamiento
El Ejército opera una gran cantidad de material ruso, soviético y de países del antiguo pacto de Varsovia. Gran parte del equipo fue adquirido en la década de 1980 y 1990 por las hostilidades con países vecinos y su guerra civil, que duró de 1975 a 2002. Existe interés por parte del Ejército de Angola por el lanzacohetes múltiple brasileño ASTROS II.

#### Armas de la infantería
Gran parte del armamento de Angola es de origen del campo del Pacto de Varsovia o colonial portugués. El Jane's Information Group lista el siguiente material como en servicio:
- Rifles en servicio en el Ejército: AK-47, AKM, FN FAL, rifle de asalto G3, SKS y IMI Tavor.[14]
- Pistolas: Makarov PM, Stechkin y Tokarev TT.
- Subfusiles: Škorpion vz. 61, Star Z-45, Uzi y el subfusil FBP.
- Ametralladoras: RP-46, ametralladora ligera RPD, ametralladora vz. 52 y la ametralladora pesada DShK.
- Lanzagranadas: lanzagranadas automático AGS-17.
- Morteros: 120-PM-43 (500 en servicio) y el 82-PM-41 (250 en servicio).[15]
- Armas antitanque: RPG-7, 9K111 Fagot (650 encargados en 1987),[16] 9K11 Malyutka, cañón sin retroceso B-10 y el cañón sin retroceso B-11.[17]

#### Tanques de batalla principales
- Entre 116 y 267 tanques medios T-55AM-2.[18] Se encargaron 281 T-55 entre 1975 y 1999. 267 T-55AM-2 fueron importados de Bulgaria y Eslovaquia en 1999.[16]
- 50 tanques de batalla principales T-72. Importados de Bielorrusia en 1999.[15]
- 50 tanques de batalla principales T-62. 364 fueron encargados en la décadas de 1980 y 1990.[16]
- 12 tanques ligeros anfibios PT-76.[18] 68 encargados en 1975 de la Unión Soviética.[16]

#### Vehículos blindados
- 150 vehículos de combate de infantería BMP-1.[18]
- 100 vehículos de combate de infantería BMP-2.[18]
- 10 vehículos de combate de infantería BMD-3.[18]
- 195 carros blindados anfibios de exploración BRDM-2 y 120 BRDM-1.[19]
- 62 transportes blindados de personal BTR-60 y 50 OT-62 TOPAS[15][16]
- 45 vehículos de movilización de infantería Casspir NG 2000B[20]
- 24 transportes blindados de personal EE-11 Urutu.[18]

#### Artillería
- 12 cañones autopropulsados de 122 mm 2S1 Gvozdika (adquiridos en 2000 a la República Checa.
- 4 cañones autopropulsados de 152 mm 2S3 Akatsiya (adquiridos en 1999 a Bulgaria).
- 12 cañones autopropulsados de 203 mm 2S7 Pion (adquiridos en 2000 a la República Checa.[16]
- Cantidades desconocidas de cañones de campo antitanque M1942 ZiS-3.
- ~280 obuses D-30 (28 de Kazajistán en 1998, 12 de Bielorrusia, 240 de la Unión Soviética en la década de 1980)[16]).
- 4 obuses D-20.[16]
- Cantidades desconocidas del cañón de campaña D-44.
- 48 cañones de campaña M-46.[18]
- 75 lanzacohetes múltiples BM-21 Grad.
- 40 lanzacohetes múltiples RM-70.

#### Antiaéreo
- 20 cañones antiaéreos autopropulsados ZSU-23-4 Shilka.
- 40 cañones antiaéreos autopropulsados ZSU-57-2.[19]
- Cantidades desconocidas de ZU-23-2, 57 mm AZP S-60, M-1939, ZPU-4 y cañones antiaéreos Zastava M55.[18]
- 40 sistemas de defensa aérea de alta altitud SA-2 Guideline.
- 12 SA-3 Goa.
- 25 SA-6.
- Cantidades desconocidas de SA-7 Grail.
- 15 SA-8.
- 20 SA-9 Gaskin.
- 10 SA-13.
- Cantidades desconocidas de SA-14 Gremlin y SA-16 Gimlet.

#### Otros vehículos
- Camiones Ural-4320.
- Star 266.
- KrAZ-6322.

## Fuerzas Aéreas
La Fuerza Aérea Nacional de Angola (FANA, Força Aérea Nacional de Angola) es el componente del aire de las FAA. Se organiza en seis regimientos de aviación, cada uno compuesto de varios escuadrones. A cada uno de los regimientos le corresponde una base aérea. Además de estos regimientos, hay una Escuela de Entrenamiento de Pilotos.
El personal de la Fuerza Aérea sumaba unos 8.000 hombres y 90 aviones de combate en 1991. Entre ellos 22 cazas, 59 cazas de ataque a tierra y 16 helicópteros de ataque. Su equipamiento incluye aviones de transporte y seis cazas Sukhoi Su-27 de manufactura rusa. En 2002 uno fue derribado en la guerra civil con las fuerzas de la UNITA.

## Armada
La Armada de Angola (MGA, Marinha de Guerra de Angola) es el componente naval de las FAA. Se organiza en dos zonas navales, Norte y Sur, con bases navales en Luanda, Lobito y Moçâmedes. Incluye una Brigada de Infantería de Marina y una Escuela de Infantería de Marina, situada en Ambriz. La Armada está compuesta por alrededor de 1.000 personas y opera únicamente un puñado de patrulleras y barcazas.
La Armada ha sido ignorada como rama militar principalmente por la guerra de guerrillas contra los portugueses y la naturaleza de la guerra civil. Desde principios de la década de 1990 hasta el presente, la armada angoleña ha disminuido de 4.200 a 1.000 personas, resultando en la pérdida de habilidades y experiencia necesaria para mantener el equipamiento. Con la intención de proteger los mil seiscientos kilómetros de costa de Angola, la armada se está modernizando. Portugal ha entrenado personal a través de su programa de Cooperación Técnica Militar (CTM). La armada requiere la adquisición de una fragata, tres corvetas, tres buques patrulleros y más buques rápidos.
La mayor parte de los navíos se remontan a la década de 1980 y antes, y muchos de ellos están inoperativos debido a su antigüedad y falta de mantenimiento. No obstante, en la década de 1990, la armada adquirió buques de España y Francia. Alemania asimismo le vendió varias lanchas rápidas de ataque para la protección de sus fronteras en 2011.
En septiembre de 2014 se informó de que la armada angoleña adquiriría siete buques patrulleros de clase Macaé de Brasil como parte de un Memorando Técnico de Entendimiento que cubre la producción de navíos como parte del Programa de Desarrollo de Poder Naval de Angola (Pronaval). Las fuerzas angoleñas intentan modernizar su capacidad naval, presumiblemente por el auge de la piratería marítima en el golfo de Guinea que podría afectar a la economía del país.
Los buques conocidos en la actualidad son los siguientes:
- Lancha rápida de ataque:
  - 4 buques clase Mandume (tipo Bazán Cormorán, recuperados en 2009).
- Buque patrullero:
  - 3 Patrulheiro de 18.3m (recuperados en 2002)
  - 5 ARESA PVC-170.
  - 2 Patrulleros portuarios clase Namacurra.
- Buques patrulleros en pesquerías
  - Ngola Kiluange y Nzinga Mbandi (entregados en septiembre y octubre de 2012 por los astilleros Damen (operados por personal de la Armada bajo el Ministerio de Agricultura, Desarrollo Rural y Pesquerías).
  - Un FRV 2810 de 28 m (Pensador) (operado por personal de la Armada bajo el Ministerio de Agricultura, Desarrollo Rural y Pesquerías).
- Lancha de desembarco
  - 1 o 3 LDM-400 (con problemas de operación).
- Equipo defensivo costero (CRTOC)
  - Sistema de radar SS-C1 Sepal.

La armada cuenta con varios aviones para la patrulla marítima:
- 2 Fokker F27
- 6 EMB 111
- 1 Boeing 707

## Fuerzas especiales
Las FAA incluyen varios tipos de fuerzas especiales, principalmente comandos, operaciones especiales e infantería de marina. Las fuerzas especiales angoleñas siguen el modelo general de las análogas fuerzas especiales portuguesas, y reciben un entrenamiento similar.
Los Comandos y las fuerzas especiales son partes de la Brigada de Fuerzas Especiales (BRIFE, Brigada de Forças Especiais), con base en Cabo Ledo, en la provincia de Bengo. El BRIFE está compuesto por dos batallones de comandos, un batallón de operaciones especiales y subunidades de apoyo en el combate y de servicio. El BRIFE incluye asimismo el Grupo de Acciones Especiales (GAE, Grupo de Ações Especiais), que actualmente está inactivo y que se dedicaba a reconocimiento de largo alcance y operaciones encubiertas y de sabotaje. En la base de Cabo Ledo se halla instalada la Escuela de Formación de Fuerzas Especiales (EFFE, Escola de Formação de Forças Especiais). Tanto la BRIFE como la EFFE están directamente bajo el Directorio de Fuerzas Especiales del Estado Mayor de las Fuerzas Armadas.
Los marines (fuzileiros navais) constituyen la Brigada de Infantería de Marina de la Armada angoleña. No es permanentemente dependiente del Directorio de Fuerzas Especiales, sino que puede poner elementos y unidades bajo el mando de ese organismo para la realización de ejercicios u operaciones reales.
Desde la supresión del Batallón de Paracaidistas Angoleño en 2004, las FAA no tienen una unidad paracaidista especializada. No obstante, efectivos de comandos, operaciones especiales e infantes de marina son entrenados en esa área.

## Despliegues en el extranjero
El principal esfuerzo de contrainsurgencia del FAPLA estuvo dirigido contra la UNITA en el sudeste, y sus capacidades convencionales fueron demostradas principalmente en la no declarada guerra de la frontera de Sudáfrica. La primera ocasión en la que el FAPLA intervino con una misión de ayuda internacional fue con el envío de mi a mil quinientas tropas en 1977 en apoyo del régimen socialista del presidente de Santo Tomé y Príncipe Manuel Pinto da Costa. Durante los siguientes años, las fuerzas angoleñas realizaron maniobras conjuntas con sus contrapartes e intercambiaron visitas técnicas operativas. La fuerza expedicionaria angoleña fue reducida a 500 efectivos a principios de 1985.
Las Fuerzas Armadas de Angola estuvieron envueltas en la controversia de haber entrenado a las fuerzas armadas de Cabo Verde y Guinea Bisáu, países lusófonos. En el caso del último, el golpe de Estado en Guinea-Bisáu de 2012 fue interpretado por los líderes del mismo como debido a la intromisión de Angola en un intento de reformar al ejército en connivencia con los líderes civiles.
Un pequeño número de personal de las FAA están estacionados en la República Democrática del Congo (Kinsasa y en la República del Congo (Brazzaville). Su presencia en la crisis política en Costa de Marfil de 2010-2011 no fue oficialmente confirmada. No obstante, el Frankfurter Allgemeine Zeitung, citando a Jeune Afrique, afirmó que entre los guardias del presidente Gbagbo había 92 miembros de la Guardia del presidente Dos Santos.
Angola está interesada en la participación de las FAA en las operaciones de la Unión Africana y ha formado unidades especiales para ese propósito.